# Michael Marcovici
Michael Marcovici (* 27. September 1969 in Wien) ist ein österreichischer Künstler und Unternehmer. Seine Werke befassen sich mit Wirtschaft, Technik, Domains, Soziologie und Politik.
Seine ersten unternehmerischen Tätigkeiten nahm Marcovici noch während der Schulzeit auf – aus rechtlichen Gründen mussten seine Eltern ihn hierbei für volljährig erklären. Bis zu seinem ersten großen wirtschaftlichen Erfolg arbeitete er hauptsächlich als Verleger von Magazinen. Er ist auch der Gründer des Austria Börsenbrief.

## Größter eBay-Händler Europas
2001 verkaufte Marcovici ein paar Geräte auf eBay. Erstaunt über die hohen Preise, die die Auktionen erzielten, fing er bald an unter der Firmierung „Qentis Holding GmbH“ kommerziell Waren zu verkaufen. Die anderen Projekte wurden auf Eis gelegt und die ersten Mitarbeiter eingestellt. Innerhalb von nur 4 Jahren wuchs das Unternehmen auf 60 Mitarbeiter – verkauft wurden gegen Ende hauptsächlich auf OEM-Basis erzeugte Waren aus China. Das Warensortiment umfasste auch komplexe Produkte wie Zahnarztstühle, Gabelstapler und Geländebuggys – alles per Versandhandel an Kunden in ganz Europa geschickt. Nach über 500.000 bei eBay verkauften Produkten und einem Jahresumsatz von 30 Millionen Euro musste die Firma Anfang 2006 überraschend Konkurs anmelden. Die Nachricht über die Pleite des bis dahin größten eBay-Händlers Europas quittierte der eBay-Aktienkurs mit einem Verlust von 4 %.
In seinem kurz darauf veröffentlichten Buch machte Marcovici vor allem Financiers und das eBay-System – welches für solch eine große Firma nicht geeignet sei – verantwortlich, räumte aber auch das zu schnelle Wachstum der Firma ein. Während der darauf folgenden Abwicklung seines Privatkonkurses – Marcovici haftete auch mit eigenem Vermögen – hielt er Vorträge über den Handel auf eBay und übersetzte sein Buch auch ins Englische. Nebenbei fing er an, seine schon lange geplanten Kunstprojekte zu realisieren.

## Kunst

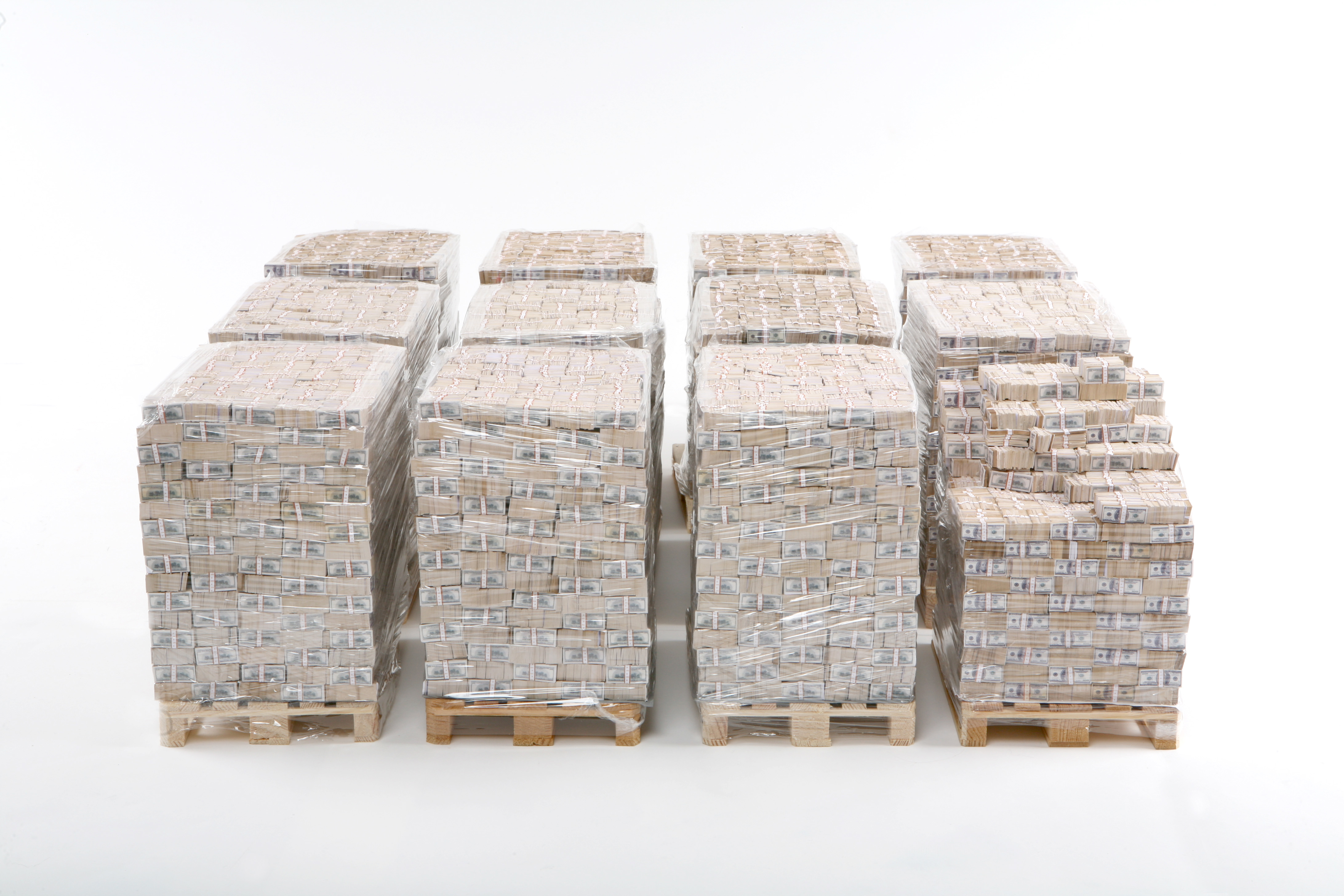
Installation One Billion Dolla

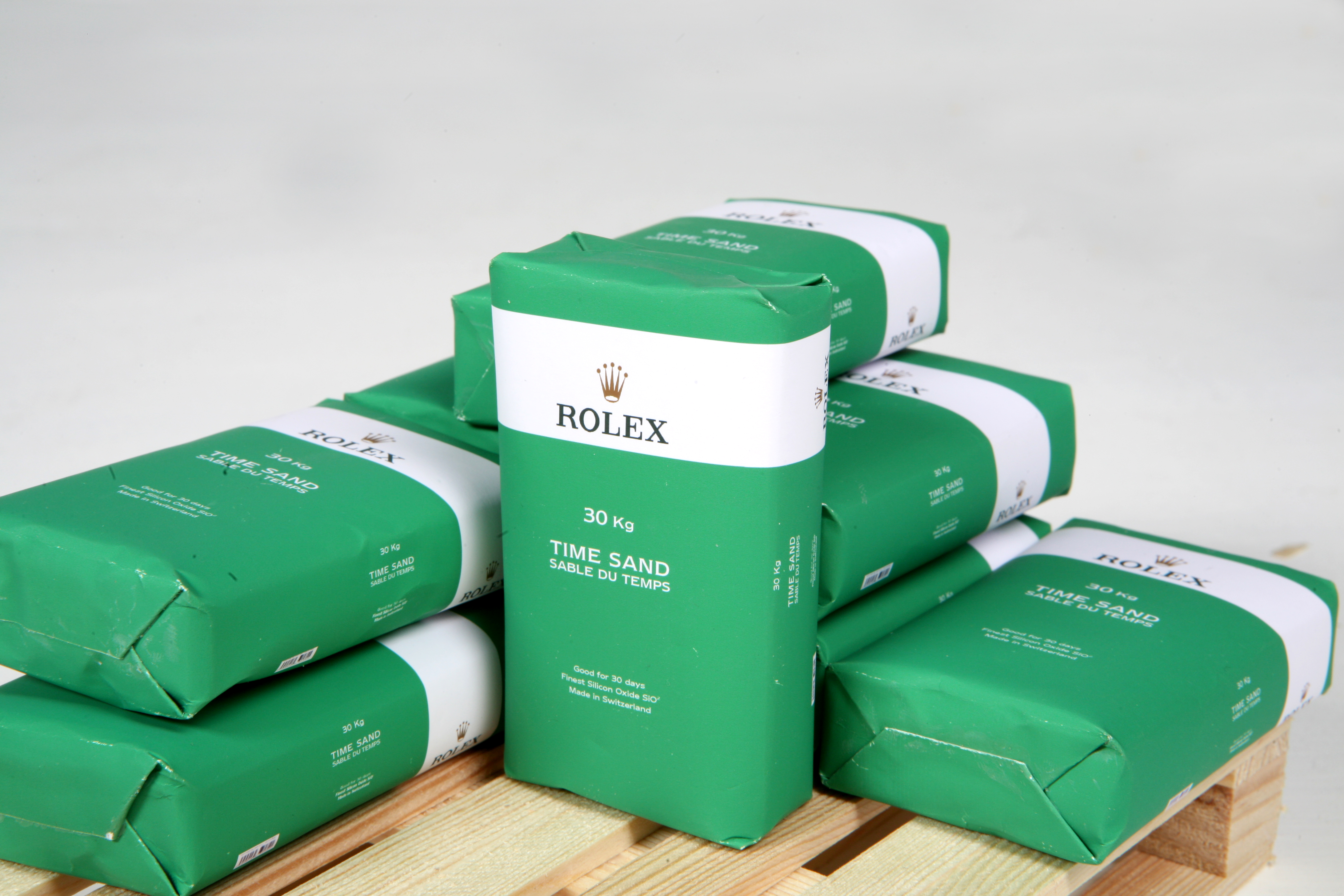
Rolex Time Sand

Marcovicis in den Medien meistdiskutiertes Kunstobjekt ist die Installation „One Billion Dollar“. Es handelt sich um mehrere Paletten Geld im Miniaturmaßstab 1:6, welche – wie der Name es schon sagt – die Menge von einer Milliarde Dollar darstellen soll. Der ursprüngliche Plan, reales Geld auszustellen, scheiterte an den exorbitant hohen Zinsen für das Zurverfügungstellen des Geldes, als auch an den von den potentiellen Finanzierern geforderten Sicherheitsauflagen.
Ein Projekt Marcovicis, welches zu Beginn der Finanzkrise 2008 veröffentlicht wurde, ist „Rattraders“. Er präsentierte Laborratten in einem speziellen Käfig, welche ihm zufolge trainiert worden waren, in Echtzeit an den Finanzmärkten zu handeln. Obwohl Marcovici das Projekt als eine eindeutig profitorientierte Geschäftsidee beschrieb, blieb der Eindruck, dass es sich eher um eine zynische Kunstaktion mit subtiler Kritik am Finanzsystem handelte. Marcovici wollte auch bei einem Zeitungsinterview keine eindeutige Aussage über die wahre Motivation seiner Arbeit geben.

## Domains
Bereits seit 2002 ist Marcovici im Domaingeschäft tätig. Im Jahre 2009 fusionierte er sein Portfolio mit weiteren Domaininhabern zum „Domain Developers Fund“. Marcovici ist Gründer und Direktor des Fonds, der ausschließlich in Domains investiert. Der Fonds registriert und kauft Domains, diese werden entweder geparkt oder zu Webseiten entwickelt oder mit entsprechenden Aufschlägen wieder veräußert. Der Fonds wurde am 10. März 2010 in den Cayman Islands als offener Fonds registriert und ist seit August 2010 via Banken und Broker zu beziehen. Davor wurde der Fonds als „managed account“ geführt und erwirtschaftete vom 10. März 2009 bis zum 10. März 2010 eine Performance von 155 %. Neben Marcovici wird der Fonds von Alberto Sanzde Lama als Co-Direktor geführt. Im Beirat des Fonds finden sich weiters Marco Rodzinek, Philipp Schindler und Stefan Piech.
Neben seiner Tätigkeit für den Domain Developers Fund ist Marcovici auch der Betreiber des „Domainsindex“, eines Preisindex für Domains ähnlich dem Dow Jones Index für Aktien. Ein weiteres Projekt ist der „Marshallindex“, ein Projekt zur Messung der Popularität von Wörtern im Internet, welches von Webseitenbetreibern verwendet wird, um die Popularität bestimmter Wörter zu messen.

## Veröffentlichungen
- Michael Marcovici: 1-2-3 vorbei: AUFSTIEG UND FALL DES EBAY POWERSELLERS NR.1 [Ungekürzte Ausgabe] (Broschiert) Wien 2007, ISBN 3833499133